# Haut-Médoc
Das Weinbaugebiet Haut-Médoc liegt im südlichen Teil des französischen Region Médoc. Die subregionale Appellation wurde am 14. November 1936 gegründet und hat den Status einer Appellation d’Origine Contrôlée (kurz AOC). Die aktuelle Anbaufläche beträgt ca. 4.900 Hektar und die jährliche Erntemenge liegt bei ca. 290.000 Hektolitern Rotwein. Innerhalb dieses Weinbaugebiets liegen die sehr bekannten Gemeindeappellationen  Margaux, Moulis, Listrac, Pauillac, Saint-Estèphe und Saint-Julien.
Die Rebflächen verteilen sich auf die 29 Gemeinden Blanquefort, Le Taillan-Médoc, Parempuyre, Le Pian-Médoc, Ludon-Médoc, Macau, Arsac, Labarde, Cantenac, Margaux, Avensan, Castelnau-de-Médoc, Soussans, Arcins, Moulis, Listrac, Lamarque, Cussac, Saint-Laurent-Médoc, Saint-Julien, Pauillac, Saint-Sauveur, Cissac, Saint-Estèphe, Vertheuil und Saint-Seurin de Cadourne.
Die Vorschrift der Appellation d’Origine Contrôlée verlangt, dass der Most mindestens 170 g Zucker pro Liter enthält (siehe Mostgewicht). Nach der Gärung muss der Mindestalkoholgehalt im Wein 10 Vol. Prozent betragen. Der Basisertrag liegt mit 48 hl/ha über dem der Gemeinde-Appellationen.
Zugelassene Rebsorten sind Cabernet Sauvignon, Cabernet Franc, Carménère, Merlot, Malbec und Petit Verdot. Die Pflanzdichte muss zwischen 6.500 und 10.000 Rebstöcken / Hektar liegen.

## Liste der bekanntesten Weingüter im Haut-Médoc
| Premiers crus keine Deuxième crus keine Troixième crus Château La Lagune Quatrième cru Château La Tour-Carnet Cinquièmes crus Château Belgrave Château Camensac Château Cantemerle |

Neben diesen 5 Grand Cru Gütern haben 140 Weingüter den Status eines Cru Bourgeois Gewächses. Die bekanntesten davon sind unter anderem Château Sociando-Mallet und Château Labégorce.

## Zugelassene Gemeinden der Appellation
Blanquefort, le Taillan, Saint-Aubin, Sainte-Hélène, Saint-Médard-en-Jalles, Parempuyre, le Pian, Ludon, Macau, Arsac, Labarde, Cantenac, Margaux, Avensan, Castelnau, Soussans, Arcins, Moulis, Listrac, Lamarque, Cussac, Saint-Laurent-de-Médoc, Saint-Julien, Pauillac, Saint-Sauveur, Cissac, Saint-Estèphe, Vertheuil und Saint-Seurin-de-Cadourne.